# Am Werder 11a

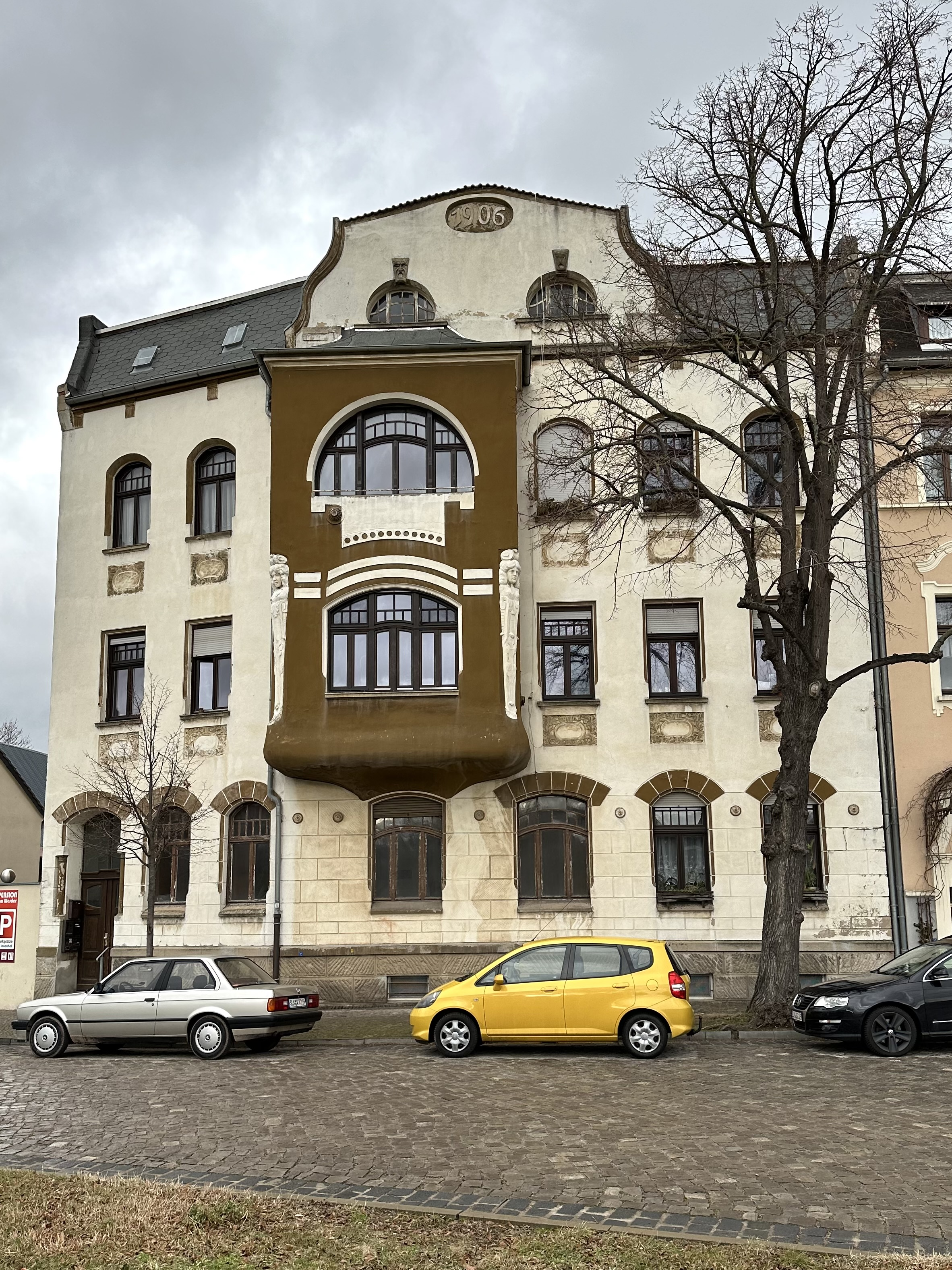
Am Werder 11a

Am Werder 11a ist ein denkmalgeschütztes Wohnhaus in Bernburg (Saale) in Sachsen-Anhalt.

## Lage
Das Gebäude steht an der Nordseite der Straße Am Werder, nahe des linken Saaleufers gegenüber dem Annenwerder, nordöstlich der Bernburger Talstadt. Südlich befindet sich die Annenbrücke. Westlich grenzt der denkmalgeschützte Bauernhof Am Werder 11 und unmittelbar östlich das Haus Am Werder 11b an.

## Architektur und Geschichte
Das dreigeschossige Wohnhaus entstand im Jahr 1906. Die repräsentative Gestaltung erfolgte in Formen des Jugendstils. Die Fassade ist asymmetrisch ausgeführt und knickt in ihrem linken Teil etwas ab. Besonders geprägt wird das Erscheinungsbild durch einen breiten Erker vor den Obergeschossen.
Im Denkmalverzeichnis des Landes Sachsen-Anhalt ist das Wohnhaus unter der Erfassungsnummer 094 60553 als Baudenkmal verzeichnet.
Aufgrund seiner exponierten Lage gilt das Gebäude als in besonderer Weise städtebaulich bedeutend.